# Црвањско језеро
Црвањско језеро (Улошко језеро) је природно језеро у општини Калиновик, Република Српска, БиХ. Језеро се налази на ободу планине Црвањ код села Језеро. Дужина језера износи око 400 метара, ширина око 200 метара, а највећа дубина до 25 метара. Црвањско језеро се налази на 1.058 метара надморске висине. На западној страни језера налази се планински врх Мали Врх (1274 м). Сјеверна страна језера је оивичена буковом шумом. Локално становништво сматра да се у самом језеру налази више извора воде. Вода која истиче из језера зове се Језерница и она напаја ријеку Неретву.